# Markhalivka
 (mars 2022).
Markhalivka ou Markhalivka (en ukrainien : Мархалівка) est un village situé dans le raïon de Fastiv, lui même situé dans l'oblast de Kiev en Ukraine.

## Histoire
Le 19 octobre 2013, l’église du village est dédicacée.
Le 4 mars 2022, un avion russe y est abattu, son pilote bombardant dans sa chute le village pour éviter l’explosion de son appareil lors de l'impact. Quelques maisons ont été endommagées ; l'une d'elles n'est plus qu'un cratère entouré de débris. Six personnes sont mortes, dont aux moins deux enfants, brûlés dans une voiture,.
Le 15 mars, le village — pourtant dépourvu d’objectif militaire — est de nouveau touché par des bombardements russes.